# Дунаевский, Моисей Александрович
Моисей Александрович Дунаевский (укр. Мойсей Олександрович Дунаєвський; 15 апреля 1919, Александровск — 16 февраля 1992, Харьков) — советский военный, участник Великой Отечественной войны. Проректор по административно-хозяйственной части Харьковского государственного института культуры.

## Биография
Моисей Дунаевский родился 15 апреля 1919 года в Александровске (сейчас Запорожье) в еврейской семье. Среднее образование получил в школе села Ушкалка, которую окончил в 1933 году. Позже два года, 1933—1935, отработал слесарем на одной из фабрик Москвы. Был призван 6 октября 1939 года Хабаровским РВК в ряды Красной Армии, проходил службу до 1940 года в 5-м отдельном зенитном артиллерийском дивизионе ПВО. Затем проходил обучение в военном учебном заведении.
С 1941 года участвовал в Великой Отечественной войне, проходил службу в частях ПВО. С марта 1943 года находился на должности начальника административно-хозяйственного отдела штаба Харьковского дивизионного района ПВО. В январе 1944 года перешёл на должность начальника продовольственно-фуражного снабжения 266-го отдельного зенитного артиллерийского дивизиона малого калибра. В августе 1944 года возглавил продфуражное снабжение вновь созданного 1937-го зенитно-артиллерийского полка малого калибра. Моисей Дунаевский быстро наладил хозяйственную деятельность части и её продовольственное обеспечение. Удачно решил вопрос по обеспечению эшелонов и питанию личного состава во время передислокации полка, за что был награждён орденом Красной Звезды. Как указано в наградном листе, полк Дунаевского был одним из лучших в соединении по хозяйственной деятельности. С 3 марта по 9 мая 1945 года пребывал начальником продпоставки того же полка. Член ВКП (б) с 1945 года.
По окончании войны подполковник интендантской службы Моисей Дунаевский служил в должности заместителя командира по тылу 79-го радиотехнического полка 9-й дивизии ПВО. Был уволен в запас 23 ноября 1973 года. С 1975 года работал в должности проректора по административно-хозяйственной части Харьковского государственного института культуры. 6 апреля 1985 года был награждён Орденом Отечественной войны 1 степени в честь 40-й годовщины Победы советского народа в Великой Отечественной войне. Умер Моисей Дунаевский 16 февраля 1992 года в Харькове.

## Награды
- орден Красной Звезды (28.09.1945[2], 05.11.1954[5])
- орден Отечественной войны II степени (6 апреля 1985 г.)[4]
- медаль «За победу над Германией в Великой Отечественной войне 1941—1945 гг.» (09.05.1945)[6]
- медаль «За боевые заслуги» (15.11.1950)[7]
- медаль «За безупречную службу» I степени[3]